# 朱庆华
朱庆华，南京大学教授，信息管理学院副院长。主要研究领域为用户信息行为、社会化媒体等。中华人民共和国教育部2017年度“长江学者”特聘教授。

## 生平
1987年至今，在南京大学任教；2009至2019年间，曾担任东吴大学、萨斯喀彻温大学、南洋理工大学、香港大学的客座教授或访问教授。